# ريتشارد ميلز سميث
ريتشارد ميلز سميث (بالإنجليزية: Richard Mills Smith)‏ هو محرر أمريكي، ولد في 1946.